# Плодоїд малиновий
Плодоїд малиновий (Haematoderus militaris) — вид горобцеподібних птахів родини котингових (Cotingidae).

## Поширення
Вид поширений на Гвіанському нагір'ї (Гаяна, Суринам, Французька Гвіана та на півночі Бразилії), на крайньому півдні Венесуели, а також в Бразилії є ізольовані локалітети на півдні Амазонії. У 2012 році він був знайдений на південному сході Колумбії. Населяє полог і піднавіс вологого лісу.

## Опис
Тіло завдовжки від 33 до 35 см. Дорослий самець яскраво-багряно-червоного оперення; пір'я довге і жорстке; крила і хвіст чорнуваті. Голова, шия і нижня частина самиці рожево-багряні, а верх, крила і хвіст темно-коричневі. Дзьоб міцний, тьмяно-червоний.